# リモココロン
『リモココロン』は、ソニー・コンピュータエンタテインメント（後のソニー・インタラクティブエンタテインメント）より2001年6月28日に発売されたPlayStation 2用ゲームソフト。

## 概要
本作は、同社製のゲームである『パラッパラッパー』や『ビブリボン』をリリースした制作チームが手がけた。ゲームジャンルは「その他」となっている。
ゲーム内に登場する登場人物たちに対して「人」や「モノ」に注意を向けさせ（ゲーム内では「チョッカイ」と言う用語に当たる）、アクションを起こさせるパズルゲームのような雰囲気を持つ。
ゲーム内イラストはフジテレビ系列で放送されていたクイズ番組「IQサプリ」の問題パートのイラストを手がけたイラストレーターの中根ケンイチが担当した。

## ルール
一定の時間内にステージごとのストーリーが進むように、登場人物（動物も含む）たちに「チョッカイ」を出していくことでクリアを目指す。
基本的に登場人物から出る吹き出し、ステージ内の看板、ポスター、道具などから「チョッカイ」を出す相手を類推し、ステージのストーリーを進めていく。中には画面を最大限に拡大しないとわからないような小さな道具類も存在する。
「チョッカイ」の中には、「クリアに必要なもの」と「クリアには必要ないもの」が存在し、クリアに必要な「チョッカイ」を時間内に全て行うことでクリアになる。ただし、クリアに必要な「チョッカイ」を一つでも忘れた場合はクリアとならない。
また、クリア出来るルートが複数存在するステージも存在し、一度クリアしたステージを別の方法で再度クリアすることも可能。
ステージは全部で6つ存在し、ステージが進むごとにステージの広さが広くなり、それに比例して登場人物も増える。　

## 後世への影響
スマートフォン向けアプリ『if 運命の分岐点』の作者であるCharRoomは、あぷまがどっとねっとの藤田武男とのインタビューの中で、本作に影響を受けてこの作品を作ったことを明かしている。